# كأس الاتحاد الكوري الجنوبي 1998
كأس الاتحاد الكوري الجنوبي 1998 (هانغل: FA컵 1998) هو موسم من كأس الاتحاد الكوري الجنوبي. كان عدد الأندية المشاركة فيه 20، وفاز فيه نادي سول.